# Cheick Mamadou Diabaté
Cheick Mamadou Diabaté (* 1. Januar 2004 in Abidjan) ist ein ivorischer Fußballspieler.

## Karriere
Diabaté begann seine Karriere beim Bouaké FC. Zur Saison 2022/23 wechselte er nach Israel zu Maccabi Petach Tikwa. In seiner ersten Saison in Israel kam er aber nicht zum Einsatz. Zur Saison 2023/24 wurde er dann an den Zweitligisten Maccabi Jaffa verliehen. Für Jaffa kam er insgesamt zu 16 Einsätzen in der Liga Leumit.
Im Februar 2024 wurde die Leihe vorzeitig beendet und Diabaté wechselte zum österreichischen Bundesligisten Wolfsberger AC, bei dem er einen bis Juni 2027 laufenden Vertrag erhielt. Sein Debüt in der Bundesliga gab er im März 2024, als er am 21. Spieltag der Saison 2023/24 gegen den SK Sturm Graz in der 90. Minute für Adis Jasic eingewechselt wurde.

## Erfolge
- Österreichischer Cupsieger: 2025